# Campionato europeo di football americano 2001
Il campionato europeo di football americano 2001 (in lingua inglese 2001 American Football European Championship), è la decima edizione del campionato europeo di football americano per squadre nazionali maggiori maschili organizzato dalla EFAF. Si è trattato, per la seconda e ultima volta, di un'edizione itinerante.

## Il caso Germania-Gran Bretagna
In seguito a un'infrazone regolamentare avvenuta nel quarto di finale contro la Francia, la Germania era stata espulsa dall'Europeo; quest'espulsione avrebbe permesso alla Gran Bretagna di accedere automaticamente alla finale se fosse stata confermata, ma dopo aver presentato ricorso la nazionale tedesca fu riammessa.
Inoltre, l'incontro fra Gran Bretagna e Spagna fu rinviato dal 26 maggio al 17 giugno - col benestare della federazione britannica - per evitare l'espulsione della Spagna che non si sarebbe presentata il 26 maggio per via della concomitante disputa del quarto di finale di EFL che vedeva impegnati i Badalona Dracs in casa contro gli svedesi Stockholm Mean Machines.
La federazione britannica ebbe quindi due sole settimane di tempo per preparare la semifinale dell'Europeo, che avrebbe dovuto giocare in trasferta il 30 giugno. Giudicando che il tempo concesso fosse troppo poco per preparare un simile impegno, la nazionale britannica diede quindi forfait, venendo in questo modo squalificata e retrocessa - nel nuovo sistema a tre fasce - nell'Europeo di fascia B.

## Squadre partecipanti
| Pr. | Squadra       | Data di qualificazione | Qualificata in quanto             | Ultima partecipazione |
| --- | ------------- | ---------------------- | --------------------------------- | --------------------- |
| 1   | Finlandia     |                        | 1ª class. all'Europeo 2000        | Europa 2000           |
| 2   | Germania      |                        | 2ª class. all'Europeo 2000        | Europa 2000           |
| 3   | Ucraina       |                        | Semifinalista all'Europeo 2000    | Europa 2000           |
| 4   | Gran Bretagna |                        | Semifinalista all'Europeo 2000    | Europa 2000           |
| 5   | Austria       |                        | Quarti di finale all'Europeo 2000 | Europa 2000           |
| 6   | Francia       |                        | Quarti di finale all'Europeo 2000 | Europa 2000           |
| 7   | Svezia        |                        |                                   | Italia 1997           |
| 8   | Italia        |                        |                                   | Italia 1997           |
| 9   | Danimarca     |                        |                                   | Esordiente            |
| 10  | Spagna        |                        |                                   | Esordiente            |

## Tabellone
|  | Ottavi di finale | Ottavi di finale | Ottavi di finale |           |    | Quarti di finale | Quarti di finale | Quarti di finale |          |  | Semifinali | Semifinali | Semifinali |    |  | Finale | Finale | Finale |
|  |                  |                  |                  |           |    |                  |                  |                  |          |  |            |            |            |    |  |        |        |        |
|  |                  |                  |                  |           |    |                  |                  |                  |          |  |            |            |            |    |  |        |        |        |
|  |                  |                  | Francia          | 18        |    |                  |                  |                  |          |  |            |            |            |    |  |        |        |        |
|  |                  |                  |                  | 18        |    |                  |                  |                  |          |  |            |            |            |    |  |        |        |        |
|  |                  |                  |                  | Germania  | 31 |                  |                  |                  |          |  |            |            |            |    |  |        |        |        |
|  |                  |                  |                  | Germania  | 31 |                  |                  |                  |          |  |            |            |            |    |  |        |        |        |
|  |                  |                  |                  |           |    |                  |                  |                  |          |  |            |            |            |    |  |        |        |        |
|  |                  |                  |                  |           |    |                  |                  |                  |          |  |            |            |            |    |  |        |        |        |
|  |                  |                  |                  |           |    |                  |                  | Germania         | 1 d.g.s. |  |            |            |            |    |  |        |        |        |
|  |                  |                  |                  |           |    |                  |                  |                  | 1 d.g.s. |  |            |            |            |    |  |        |        |        |
|  |                  |                  | Gran Bretagna    | 0         |    |                  |                  |                  |          |  |            |            |            |    |  |        |        |        |
|  |                  |                  | Gran Bretagna    | 0         |    |                  |                  |                  |          |  |            |            |            |    |  |        |        |        |
|  |                  |                  |                  |           |    |                  |                  |                  |          |  |            |            |            |    |  |        |        |        |
|  |                  |                  |                  |           |    |                  |                  |                  |          |  |            |            |            |    |  |        |        |        |
|  |                  |                  | Gran Bretagna    | 27        |    |                  |                  |                  |          |  |            |            |            |    |  |        |        |        |
|  |                  |                  |                  | 27        |    |                  |                  |                  |          |  |            |            |            |    |  |        |        |        |
|  |                  |                  |                  | Spagna    | 6  |                  |                  |                  |          |  |            |            |            |    |  |        |        |        |
|  |                  | Spagna           | 1                | Spagna    | 6  |                  |                  |                  |          |  |            |            |            |    |  |        |        |        |
|  |                  | Spagna           | 1                |           |    |                  |                  |                  |          |  |            |            |            |    |  |        |        |        |
|  |                  | Italia           | 0 d.g.s.         |           |    |                  |                  |                  |          |  |            |            |            |    |  |        |        |        |
|  |                  |                  |                  |           |    |                  |                  |                  |          |  |            |            | Germania   | 19 |  |        |        |        |
|  |                  |                  |                  |           |    |                  |                  |                  |          |  |            |            |            |    |  |        |        |        |
|  |                  |                  | Finlandia        | 7         |    |                  |                  |                  |          |  |            |            |            |    |  |        |        |        |
|  |                  |                  | Finlandia        | 7         |    |                  |                  |                  |          |  |            |            |            |    |  |        |        |        |
|  |                  |                  |                  |           |    |                  |                  |                  |          |  |            |            |            |    |  |        |        |        |
|  |                  |                  |                  |           |    |                  |                  |                  |          |  |            |            |            |    |  |        |        |        |
|  |                  |                  | Ucraina          | 0         |    |                  |                  |                  |          |  |            |            |            |    |  |        |        |        |
|  |                  |                  |                  | 0         |    |                  |                  |                  |          |  |            |            |            |    |  |        |        |        |
|  |                  |                  |                  | Svezia    | 48 |                  |                  |                  |          |  |            |            |            |    |  |        |        |        |
|  |                  | Danimarca        | 0                | Svezia    | 48 |                  |                  |                  |          |  |            |            |            |    |  |        |        |        |
|  |                  | Danimarca        | 0                |           |    |                  |                  |                  |          |  |            |            |            |    |  |        |        |        |
|  |                  | Svezia           | 41               |           |    |                  |                  |                  |          |  |            |            |            |    |  |        |        |        |
|  |                  |                  |                  |           |    |                  |                  | Svezia           | 3        |  |            |            |            |    |  |        |        |        |
|  |                  |                  |                  |           |    |                  |                  |                  | 3        |  |            |            |            |    |  |        |        |        |
|  |                  |                  | Finlandia        | 21        |    |                  |                  |                  |          |  |            |            |            |    |  |        |        |        |
|  |                  |                  | Finlandia        | 21        |    |                  |                  |                  |          |  |            |            |            |    |  |        |        |        |
|  |                  |                  |                  |           |    |                  |                  |                  |          |  |            |            |            |    |  |        |        |        |
|  |                  |                  |                  |           |    |                  |                  |                  |          |  |            |            |            |    |  |        |        |        |
|  |                  |                  | Austria          | 13        |    |                  |                  |                  |          |  |            |            |            |    |  |        |        |        |
|  |                  |                  |                  | 13        |    |                  |                  |                  |          |  |            |            |            |    |  |        |        |        |
|  |                  |                  |                  | Finlandia | 27 |                  |                  |                  |          |  |            |            |            |    |  |        |        |        |
|  |                  |                  |                  | Finlandia | 27 |                  |                  |                  |          |  |            |            |            |    |  |        |        |        |
|  |                  |                  |                  |           |    |                  |                  |                  |          |  |            |            |            |    |  |        |        |        |

## Risultati

### Ottavi di finale
| Gentofte 2000 | Danimarca | 0 – 41 | Svezia |  |

| 2000? | Spagna | 1 – 0 (a tavolino) | Italia |  |

### Quarti di finale
| Nîmes 31 marzo 2001 | Francia | 18 – 31 | Germania |  |

| Donec'k 26 maggio 2001, ore 16:10 | Ucraina | 0 – 48 (0-14 0-17 0-14 0-3) referto | Svezia |  |

| Vienna 3 giugno 2001 | Austria | 13 – 27 | Finlandia |  |

| Leicester 17 giugno 2001 | Gran Bretagna | 27 – 6 (0-0 10-6 3-0 14-0) | Spagna | Saffron Lane sports centre |

### Semifinali
| 30 giugno 2001 | Germania | 1 – 0 (a tavolino) | Gran Bretagna |  |

| Stoccolma 30 giugno 2001, ore 13:00 | Svezia    | 3 – 21 (0-0 3-7 0-7 0-7) referto | Finlandia | Stockholms stadion (1535 spett.)\| Arbitro: \| T. Jensen \| |
| Arbitro:                            | T. Jensen |                                  |           |                                                             |

### Finale
| Hanau 18 agosto 2001, ore 17:00 CEST | Germania | 19 – 7 (0-7 12-0 0-0 7-0) referto | Finlandia | Herbert-Dröse-Stadion (2935 spett.)\| Arbitro: \| Pons \| |
| Arbitro:                             | Pons     |                                   |           |                                                           |

## Campione
| Campione d'Europa 2001 e qualificata per il Campionato mondiale di football americano 2003 in Germania (1º titolo) |